# Aéroport de Dundee
L'aéroport de Dundee (en gaélique écossais : Port-adhair Dhùn Dèagh) (code IATA : DND • code OACI : EGPN) est situé à 3 km du centre de Dundee, en Écosse. Il se trouve sur la rive de l'estuaire du Tay et surplombe le pont ferroviaire du Tay.

## Situation

### Carte des aéroports d'Écosse
| Aberdeen Barra Benbecula Campbeltown Colonsay Dundee Eday Édimbourg Fair Isle Foula Glasgow Glasgow-Prestwick Inverness Islay Kirkwall North Ronaldsay Oban Papa Westray Sanday Stornoway Stronsay Sumburgh Tingwall Tiree Westray Wick |

## Statistiques
Pour des raisons techniques, il est temporairement impossible d'afficher le graphique qui aurait dû être présenté ici.

Voir la requête brute et les sources sur Wikidata.

## Compagnies aériennes et destinations
| Compagnies | Destinations                                      |
| ---------- | ------------------------------------------------- |
| Loganair   | Belfast-G. Best, Kirkwall, Londres-City, Sumburgh |

Édité le 29/05/2020  Actualisé le 26/03/2023